# Magog (Andromeda)
Magog reprezintă o rasă extraterestră fictivă care apare în serialul de televiziune Andromeda. Personajul Magog cel mai semnificativ din serial este Rev Bem, cel care evită să folosească "violența brutală" afișată de restul rasei Magog.
Magogii au dimensiunea unui om matur, fiind prădători acoperiți de o blană deasă și zbârlită. Aceștia se hrănesc numai cu ființe pe care le-au ucis, fie aceștia oameni, Nietzscheeni sau extratereștri.  Rev Bem are o rezervă de somoni vii pe nava Andromeda. Își paralizează prada cu o toxină și se reproduc cu ajutorul unor ouă pe care le introduc în abdomenul altor ființe vii: la momentul oportun larvele ies din ouă consumându-și gazda.